# Cerkiew św. Katarzyny w Moskwie (Jakimanka)
Cerkiew św. Katarzyny – cerkiew prawosławna w Moskwie, w rejonie Jakimanka, wzniesiona w latach 1766–1775. Znajduje się przy niej przedstawicielstwo Kościoła Prawosławnego w Ameryce przy Rosyjskim Kościele Prawosławnym.
Pierwsza cerkiew na miejscu funkcjonującej obecnie (XXI w.) została wzniesiona w XVI w. Pisemne wzmianki o drewnianej świątyni św. Katarzyny Aleksandryjskiej pochodzą z 1612. Przed 1657 na miejscu tejże cerkwi powstała nowa – murowana. Budowla ta w 1696 została wyremontowana. Budowa kolejnej świątyni, w stylu późnobarokowym, miała miejsce w latach 1766–1775, z inicjatywy Katarzyny II, przybyłej do Moskwy na swoją koronację w 1762. Autorem projektu świątyni był K. Blank, a fundusze na jej wzniesienie pochodziły z kasy państwowej. Ikony do ikonostasu w cerkwi wykonali D. Lewicki i W. Wasilewski. Przy budowie nowej cerkwi zachowano znaczne elementy poprzedniej, łącząc je z nowymi komponentami budowli dwukondygnacyjną dzwonnicą. Obiekt ucierpiał w pożarze Moskwy w 1812 i został wyremontowany w latach 20. XIX w.. W latach 1870–1872 przeprowadzona została generalna przebudowa „ciepłej” cerkwi, do której wstawiono ołtarze Obrazu Chrystusa Nie Ludzką Ręką Uczynionego oraz boczne św. Mikołaja i św. Aleksandra Newskiego.
Cerkiew pozostawała czynna do 1931, gdy została zamknięta. Dzwonnica obiektu została zniszczona, ze świątyni zdjęto kopuły, zaś same budynki cerkwi zaadaptowane na biura i mieszkania. W latach 70. XX wieku obiekt został częściowo wyremontowany, zaś w 1983 odbudowano na nim kopułę z krzyżem. W cerkwi miało już wtedy swoją siedzibę Wszechzwiązkowe centrum restauracji malarstwa im. Grabara, który w 1990 zajął cały obiekt i rozmieścił w nim swoje pracownie.
Cerkiew została częściowo zwrócona Rosyjskiemu Kościołowi Prawosławnego w 1992, zaś od 1994 należy do przedstawicielstwa Kościoła Prawosławnego w Ameryce przy Patriarchacie Moskiewskim. Wyremontowana świątynia została poświęcona powtórnie przez zwierzchników obu autokefalicznych Cerkwi: patriarchę moskiewskiego i całej Rusi Aleksego II oraz metropolitę całej Ameryki i Kanady Teodozjusza w 1999. Całym budynkiem cerkwi przedstawicielstwo dysponuje od 2006, dzięki staraniom archimandryty Zacheusza (Wooda), który przez wiele lat reprezentował swój Kościół przy Patriarchacie Moskiewskim.